# Hannes Käsbauer
Hannes Käsbauer (* 19. Oktober 1986 in Weiden in der Oberpfalz) ist ein deutscher Badmintonnationalspieler. 

## Karriere
Hannes Käsbauer gewann nach mehreren nationalen Nachwuchstiteln 2011 Bronze bei den Titelkämpfen der Erwachsenen im Herrendoppel. Im gleichen Jahr wurde er Dritter bei den Slovenian International im Herreneinzel. Mit dem PTSV Rosenheim stieg er 2010 in die 1. Bundesliga auf und wurde in diesem Debütjahr Fünfter mit seinem Team.

## Sportliche Erfolge
| Saison    | Veranstaltung                         | Disziplin    | Platz | Name |
| --------- | ------------------------------------- | ------------ | ----- | --- |
| 2002/2003 | Deutsche Einzelmeisterschaft U17      | Herrendoppel | 5     | Dominik Doll (TSV Neubiberg-Ottobrunn) / Hannes Käsbauer (TB Weiden)                                                                   |
| 2004/2005 | Deutsche Einzelmeisterschaft U19      | Herreneinzel | 3     | Hannes Käsbauer (PTSV Rosenheim) |
| 2004/2005 | Deutsche Mannschaftsmeisterschaft U19 | Mannschaft   | 3     | PTSV Rosenheim (Hannes Käsbauer, Oliver Roth, Knieling, Manuel Heumann, Peter Käsbauer, Katharina Giebfried, Bachmayer, Lisa Enzinger) |
| 2006/2007 | Deutsche Einzelmeisterschaft U22      | Herreneinzel | 2     | Hannes Käsbauer (PTSV Rosenheim) |
| 2010/2011 | Deutsche Einzelmeisterschaft          | Herrendoppel | 3     | Peter Käsbauer / Hannes Käsbauer (PTSV Rosenheim)                                                                                      |